# Cantó de Wormhout
El cantó de Wormhout (neerlandès Kanton Wormhout) és una divisió administrativa francesa situat al departament del Nord a la regió dels Alts de França. Forma part del Westhoek (Flandes francès)

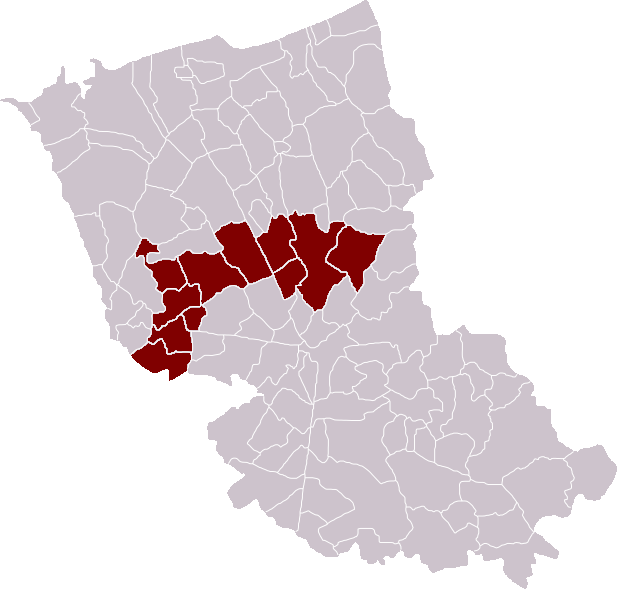
Situació del cantó

## Composició
El cantó aplega 11 comunes: 
| - Bollezeele (neerlandès: Bollezele) - Broxeele (Broksele) - Esquelbecq (Ekelsbeke) - Herzeele (Herzele) - Lederzeele (Lederzele) - Ledringhem (Ledringem) | - Merckeghem (Merkegem) - Nieurlet (Nieuwerleet) - Volckerinckhove (Volkerinkhove) - Wormhout - Zegerscappel (Zegerskappel) |

## Demografia
| 1962 | 1968 | 1975 | 1982 | 1990 | 1999   | 2006   |
| ---- | ---- | ---- | ---- | ---- | ------ | ------ |
|      |      |      |      |      | 14.282 | 15.229 |

## Història
| Data d'elecció                           | Identitat      | Partit | Qualitat |
| ---------------------------------------- | -------------- | ------ | -------- |
| 2004-                                    | Patrick Valois | UPN    |          |
| les dades anteriors no són pas conegudes |                |        |          |
|                                          |                |        |          |